# Éjszaka a múzeumban: Kahmunrah visszatér
Az Éjszaka a múzeumban: Kahmunrah visszatér (eredeti cím: Night at the Museum: Kahmunrah Rises Again) 2022-ben bemutatott koprodukciós 2D-s számítógépes animációs filmvígjáték, amelyet Matt Danner rendezett. Az Éjszaka a múzeumban filmek első animációs filmje.
2022. december 9-én mutatta be a Disney+ az Amerikai Egyesült Államokban és Magyarországon. A Disney Channel 2024. április 1-én mutatta be.

## Cselekmény
Az Amerikai Természettudományi Múzeum kiállításai elriasztják a legújabb őrséget, egy arra járó Larry Daley nemtetszésére. Teddy Roosevelt és Sacagawea közlik vele, hogy jobban szeretnék, ha a fia, Nick venné át a pozíciót, és némi vonakodás után Larry beleegyezik.
Nick maga is küszködik, mivel szeretne csatlakozni az iskola jazz-estjéhez, hogy ő legyen a DJ-jük, és hogy közel kerülhessen szerelméhez, Miához. Annak ellenére, hogy tanára, Ms. Montefusco ígéretesnek látja őt, Nick úgy véli, megbukott. Larry elmagyarázza Nicknek, hogy amíg ő a nyáron a Történelmi Múzeumot őrzi Japánban, addig otthon ő fogja helyettesíteni őt. Nick úgy gondolja, hogy megbukik, de Larrynek sikerül rávennie volt feleségét, Ericát, hogy ő is beleegyezzen.
Nick újra találkozik a banda többi tagjával, köztük Rexyvel, Attilával, Jedediah-val, Octaviusszal, Laaa-val, Dexterrel, a majommal és Jeanne d’Arc-val. Első feladata, hogy bezárja a pincében lévő raktárhelyiséget, de miután találkozik a földszinten lévő összes hátborzongató dologgal, egy szoborral eltorlaszolja az ajtót, és félelmében elszalad.
Kamunrah, akit bezártak, kiszabadul, és ellopja a kiállítást életre keltő táblát, hogy uralja a világot. Üldözés kezdődik a múzeumban, de sikerül elmenekülnie. Nick és barátai utána erednek, míg Rexy ott marad, hogy őrizze a múzeumot. Kint Joan látomásban látja, hogy Kamunrah a Természettudományi Múzeum felé tart, ahol a Denduri templomról szóló kiállítást tartanak.
A csoport utoléri Kamunrah-t, és üldözőbe veszi a művészeti múzeumban. Fedezetként Kamunrah életre kelti a Káosz istenét, Széth-et, aki az erejét arra használja, hogy sakkban tartsa Nicket és a többieket. Megtalálják a festményt, amely az ókori Egyiptomba vezet, és belépnek oda. Mivel már csak néhány óra van napfelkeltéig, Nick és barátai is belépnek a festménybe. A Níluson való átkelés közben Nick reménytelennek kezdi érezni magát, hiszen Kamunrah szökése az ő hibája volt, de a csoport bátorítást ad neki. Végül megérkeznek a Dendurhoz, és csapdák sorát kerülgetve eljutnak Kamunrah-hoz és Széth-hez, akik azt tervezik, hogy a tábla segítségével három hangot lejátszva rájuk szabadítják az egyiptomi sakálok seregét.
A templomban harcra kerül sor, és Nick végül legyőzi bizonytalanságát. Fordítva játssza a hangjegyeket, aminek hatására a tábla elszívja a sakálokat, Széth-et és Kamunrah-t. Nick és barátai elmenekülnek, de a nap már felkelt. Emlékezve arra, hogy van egy posztere a múzeumról, amit korábban Sacagawea adott neki, még időben hazaindulnak vele.
Nicknek végre van annyi önbizalma, hogy újra kipróbálja magát a jazz-előadáson (ezúttal sikerrel), randizni kezd Miával, és elfogadja a múzeum új éjjeliőr állását.

## Szereplők
| Szereplő           | Eredeti hang           | Magyar hang       | Leírás |
| ------------------ | ---------------------- | ----------------- | --- |
| Nick Daley         | Joshua Bassett         | Kretz Boldizsár   | Larry Daley fia és az Amerikai Természettudományi Múzeum legújabb biztonsági őre.                                      |
| Dr. McPhee         | Jamie Demetriou        | Karácsonyi Zoltán | A Természettudományi Múzeum igazgatója és Larry korábbi főnöke.                                                        |
| Erica Daley        | Gillian Jacobs         | Zsigmond Tamara   | Larry volt felesége és Nick édesanyja.                                                                                 |
| Larry Daley        | Zachary Levi           | Széles Tamás      | Nick apja, Erica korábbi férje és a múzeum korábbi biztonsági őre, aki a Japán Nemzeti Történeti Múzeumban kap munkát. |
| Laaa               | Zachary Levi           | Széles Tamás      | Neandervölgyi, aki ugyanúgy néz ki, mint Larry.                                                                        |
| Mia                | Shelby Simmons         | Kanyó Kata        | Nick szerelme. |
| Bodhi              | Tenzing Norgay Trainor | Kálmán Barnabás   | Nick iskolájának diákja.                                                                                               |
| Ms. Montefusco     | Lidia Porto            | Peller Anna       | Nick zenetanára. |
| Ronnie             | Bowen Yang             | Elek Ferenc       | Éjszakai őr a múzeumban, aki már néhány perc után felmond a kiállítási tárgyak miatt.                                  |
| Theodore Roosevelt | Thomas Lennon          | Csankó Zoltán     | Viaszszobor az Egyesült Államok 26. elnökéről.                                                                         |
| Jeanne d’Arc       | Alice Isaaz            | Pájer Alma Virág  | A nő szobra, aki a franciákat az angolok elleni háborúban vezette, és látomásokat lát a jövőről.                       |
| Octavius           | Jack Whitehall         | Szatmári Attila   | Római katona dioráma, miniatűr és Jedediah legjobb barátja                                                             |
| Jedediah           | Steve Zahn             | Seder Gábor       | Cowboy dioráma, miniatűr és Octavius legjobb barátja.                                                                  |
| Kahmunrah          | Joseph Kamal           | Kálid Artúr       | Fáraó, aki Ahkmenrah idősebb testvére, és bosszút akar állni Larryn.                                                   |
| Attila hun király  | Alexander Salamat      | Gémes Antos       | A hunok vezérének szobra                                                                                               |
| Sacagawea          | Kieran Sequoia         | Csuha Bori        | A Lemhi Shoshone nő poliuretán modellje, aki Theodore Roosevelt barátnője volt.                                        |
| Széth              | Akmal Saleh            | Fekete Zoltán     | A Káosz egyiptomi istene, aki segít Kahmunrahnak a világ meghódításában.                                               |
| George Washington  | Chris Parnell          | Dézsy Szabó Gábor | Az Egyesült Államok 1. elnöke.                                                                                         |
| Dexter             | Dee Bradley Baker      | Eredeti hang      | Csuklyásmajom. |
| Kőfejű             | Kelemete Misipeka      | Schneider Zoltán  | Húsvét-szigeti fej a Természettudományi Múzeumban.                                                                     |
| Merenkhare         | Jonathan Roumie        | Németh Gábor      | Ősi fáraó múmiája és Kahmunrah apja.                                                                                   |
| Ré                 | Zeeko Zaki             | Welker Gábor      | Egyiptomi napisten, akinek feje egy ókori egyiptomi festményen látható.                                                |

### Magyar változat
A szinkront a Mafilm Audio Kft. készítette.
- Magyar szöveg: Szalatnyai Dóra
- Hangmérnők: Simkó Ferenc
- Vágó: Simkóné Varga Erzsébet
- Gyártásvezető: Cabello Colini Borbála
- Szinkronrendező: Dóczi Orsolya
- Produkciós vezető: Hagen Péter

## A film készítése
2016-ban jelentették be, hogy az Alibaba Pictures Group az Éjszaka a múzeumban remake-jét fejleszti. 2018 augusztusára a 20th Century Fox akkori vezérigazgatója, Stacey Snider bejelentette, hogy film helyette egy televíziós sorozatot fejlesztenek az Éjszaka a múzeumban alapján. 2019 augusztusában, miután a 21st Century Foxot a Disney felvásárolta, megerősítették, hogy a projekt még mindig fejlesztés alatt áll, mint Disney+ exkluzív film.
2020 októberében jelentették be, hogy a film címe Éjszaka a múzeumban: Kahmunrah visszatér lett. 2022 szeptemberében Matt Danner elárulta, hogy ő rendezi a filmet.